# Кано Ясунобу
Кано Ясунобу (10 січня 1614 — 1 жовтня 1685) — японський художник і письменник періода Едо.

## Життєпис
Походив з роду художників Кано. Був третім сином художника Кано Таканобу. Народився 1614 року в Кіото. Спочатку навчався у батька. Після переїзду братів Тан'ю і Наонобу до Едо став одним з провідних художників школи Кано в Кіото. У 1618 року після смерті батька його всиновив родич Кано Саданобу. У 1624 році невдовзі після смерті останнього Кано Ясунобу стає головою школи Кіото-Кано. Очолював школу Кано в Кіото до 1643 року, коли сам перебрався до Едо, де також отримав статус гойо-есі (придворного живописця сьогунату), залишаючись при цьому офіційним главою гілки школи в Кіото. Втім фактично главою Кіото-Кано став Кано Санраку.
Втім невдовзі став засновником власної школи, що дістала назву за маєтком художника — Накабасі (школа також називалася Кано-Накабасі). У 1652—1654, 1661—1672, 1673—1680 роках брав участь у створенні ширм і фресок для імператорських палаців. 1662 року отримав почесний титул хоген. 1683 року разом з братмо Тан'ю робиврозпис інтер'єру головного святилища храмового комплексу Тосьогу, присвяченого сьогуна Токуґава Іеясу.

## Творчість
Створював портрети, фрески і ширми (переважно у жанрі сансуйга — пейзаж) під псевдонімами Ейсін, Сейкансі, Рйофусай й Бокусінсаї. Вважається, що в живопису Кано Ясунобу був менш майстерним, ніж його брати Тан'ю і Наонобу. Водночас він старанно досліджував спадщину його попередників і робив точні репродукції їхніх робіт, вивчаючи техніку живопису. Його кольорові роботи нагадували манеру Кано Тан'ю, а твори в техніці монохромного живопису тушшю мали риси реалізму. Найвідомішою роботою є розпис в храмі Ґйокурін-ін монастиря Дайтоку в Кіото.

Також Ясунобу належить сувій «Сім богів вдачі», що найбільш раннім серед відомих зображень цих богів у японському живописі. Художник розмістив їх просто неба, під соснами, одягненими в одяг вищих станів під час жвавої пиятики, в якій учасники грають на музичних інструментах, танцюють і співають. Склад товаришів по чарці дає можливість дослідникам припустити, що використовується канон академічних художників династії Мін в їх зображенні Восьми даоських безсмертних. 

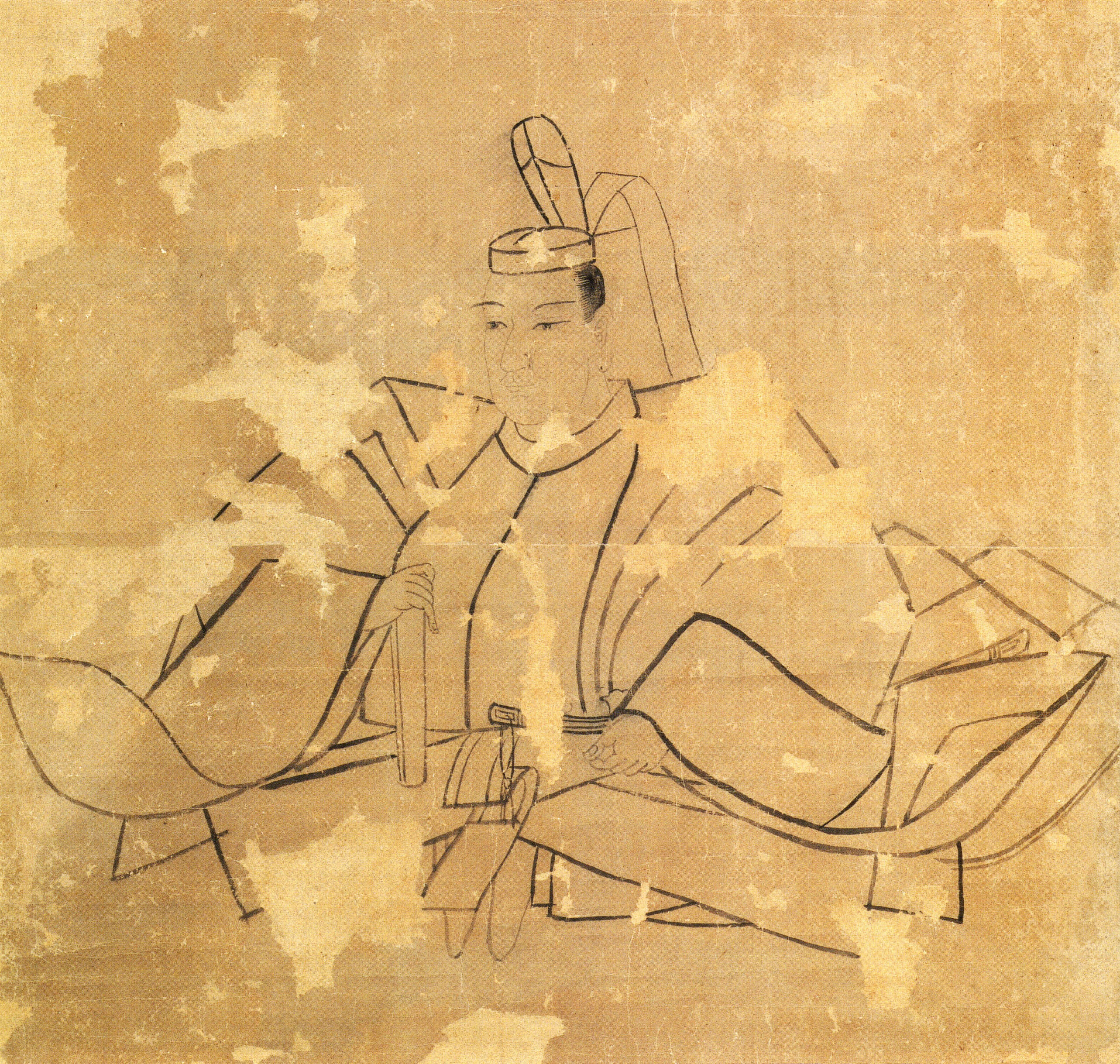
Токуґава Іецуна

Кано Ясунобу є також автором численних портрет японської знаті, поетів, почту сьогунів та власне сьогуна, зокрема Токуґава Іецуни.
Є автором літературно-дослідницької праці «Секретний спосіб живопису» («Ґадо Йокецу»), складеної в 1680 році. Книга являла собою навчальний посібник для художників, історію школи Кано і життєпис її майстрів. До публікації цієї книги техніки і прийоми живопису представників школи Кано передавалися лише під час особистого спілкування майстра з учнем у процесі навчання, таким чином між різними гілками школи, розділеними географічно, виникали істотні розриви і відмінності в методах викладання.